# Notiocharis filipinae
Notiocharis filipinae är en tvåvingeart som beskrevs av Quate 1965. Notiocharis filipinae ingår i släktet Notiocharis och familjen fjärilsmyggor.
Artens utbredningsområde är Filippinerna. Inga underarter finns listade i Catalogue of Life.